# NGC 3507
NGC 3507 este o galaxie spirală situată în constelația Leul. A fost descoperită în 14 martie 1784 de către William Herschel. Se află la o distanță de 14,3 megaparseci de Pământ.